# Naturdenkmal Gneisfindlinge

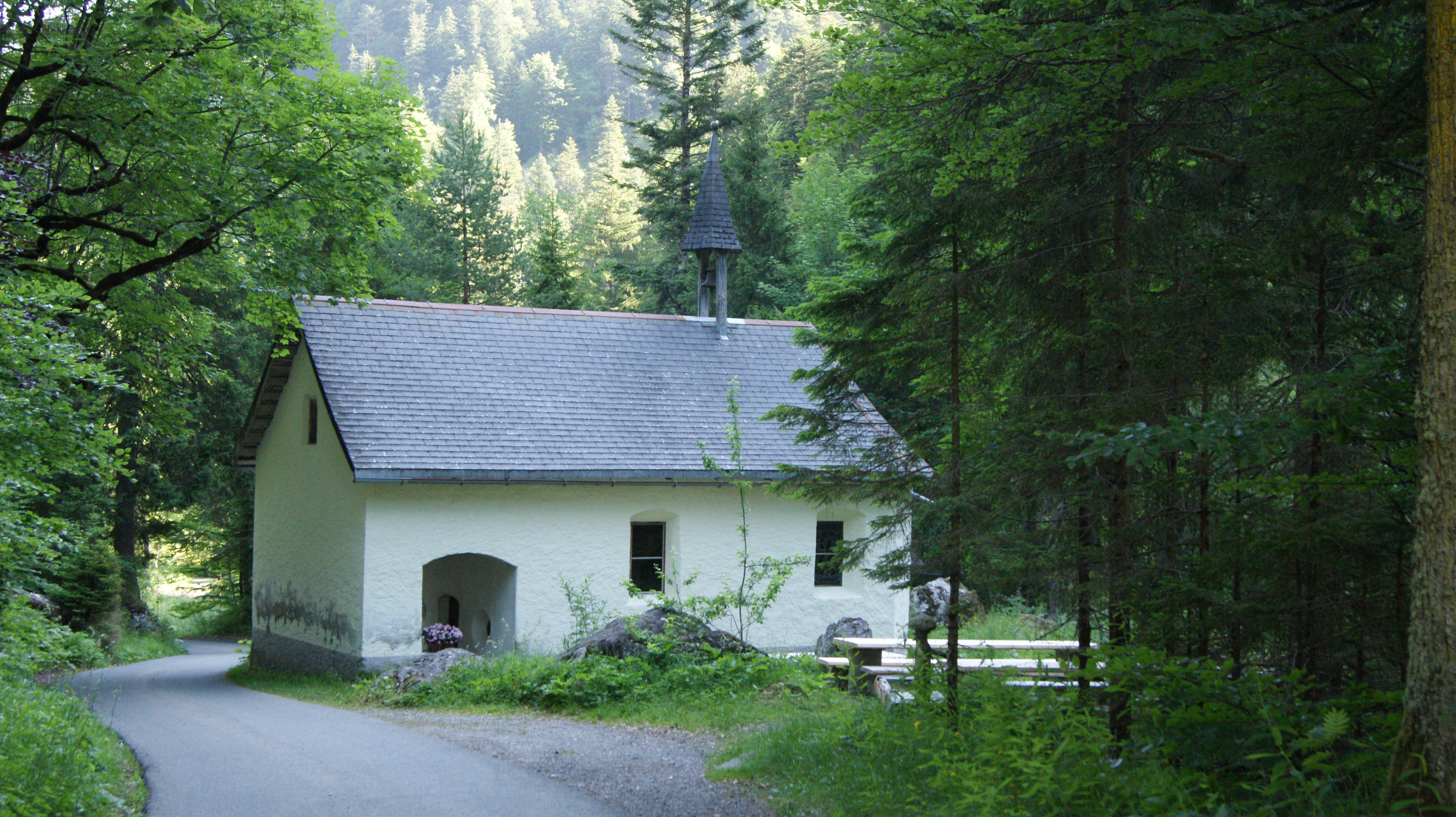
Kapelle Kühbruck, davor die als Naturdenkmal geschützten Gneisfindlinge

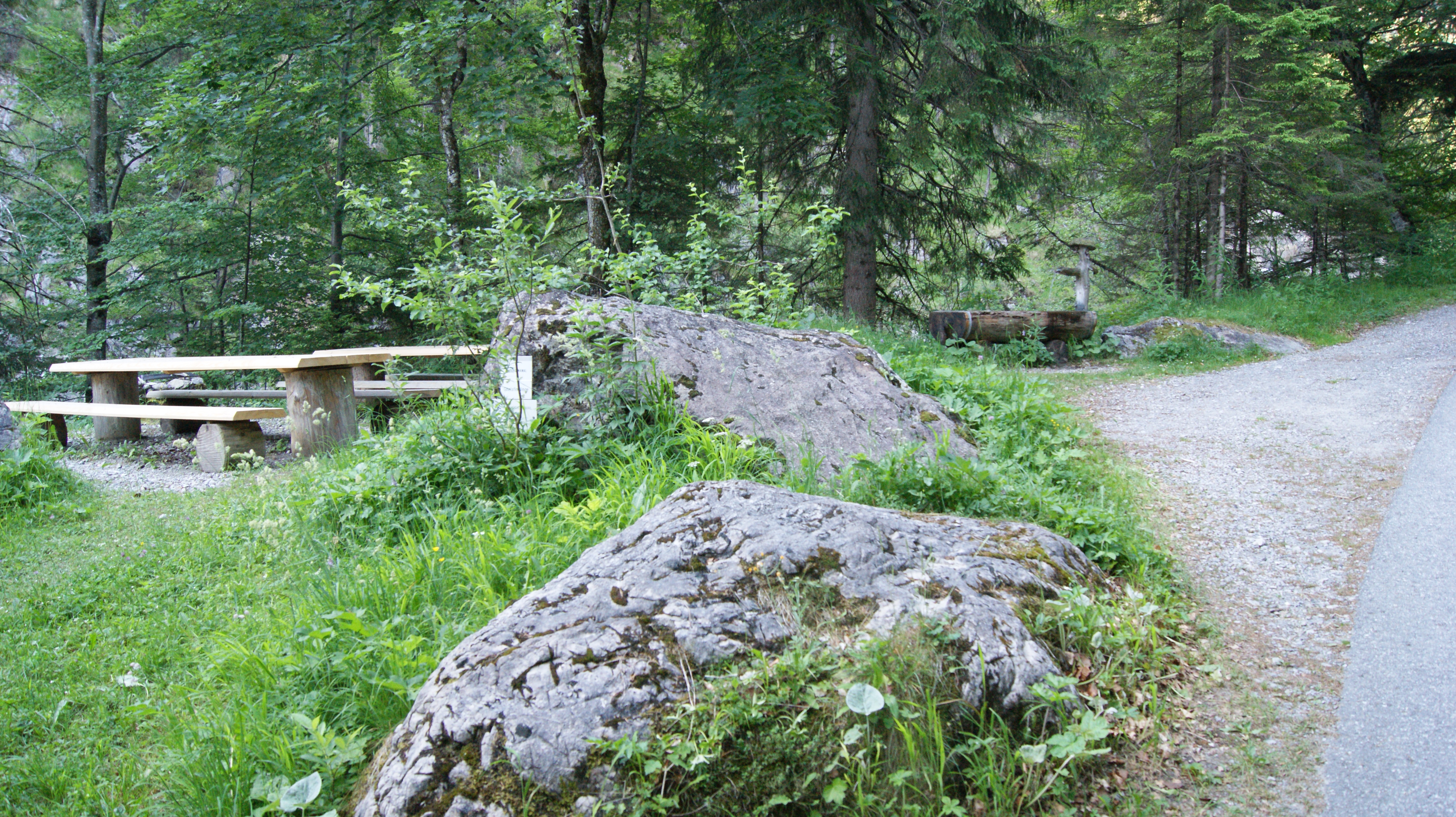
Gneisfindlinge bei Kühbruck

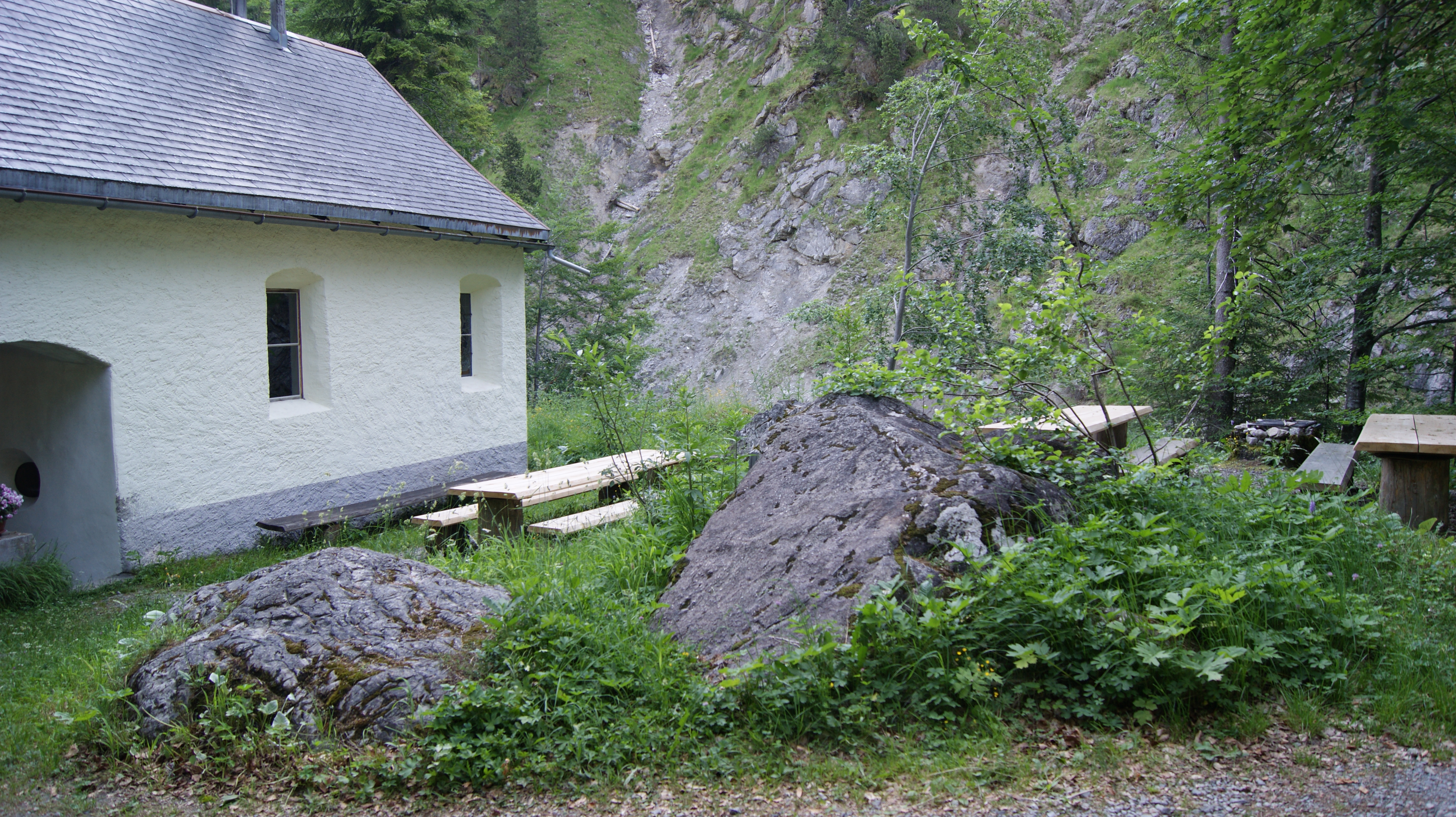
Im Hintergrund ein Teil der Kapelle Kühbruck, davor das Naturdenkmal

Das Naturdenkmal Gneisfindlinge befindet sich in der Parzelle Kühbruck in der Marktgemeinde Nenzing im Walgau, Vorarlberg, Österreich. Es handelt sich bei den Gneisfindlingen um erratische Blöcke aus Gestein (Gneis), welche im Gamperdonatal nicht natürlich vorkommen.
Die Parzelle Kühbruck und die Gneisfindlinge befinden sich direkt am Gamperdonaweg auf etwa 938 m ü. A.

## Felsblock
Die Gneisfindlinge sind im Umfeld die markantesten Felsblöcke. Es wird davon ausgegangen, dass diese im Zuge der Würmeiszeit vom Illgletscher aus dem Montafon hierher transportiert wurden. Die Gneisfindlinge sind dementsprechend vom Transport im Gletscher zugeschliffen und abgerundet. Als Naturdenkmal sind einige der größten hier befindlichen Gneisfindlinge geschützt.